# Juin 1782

## Événements

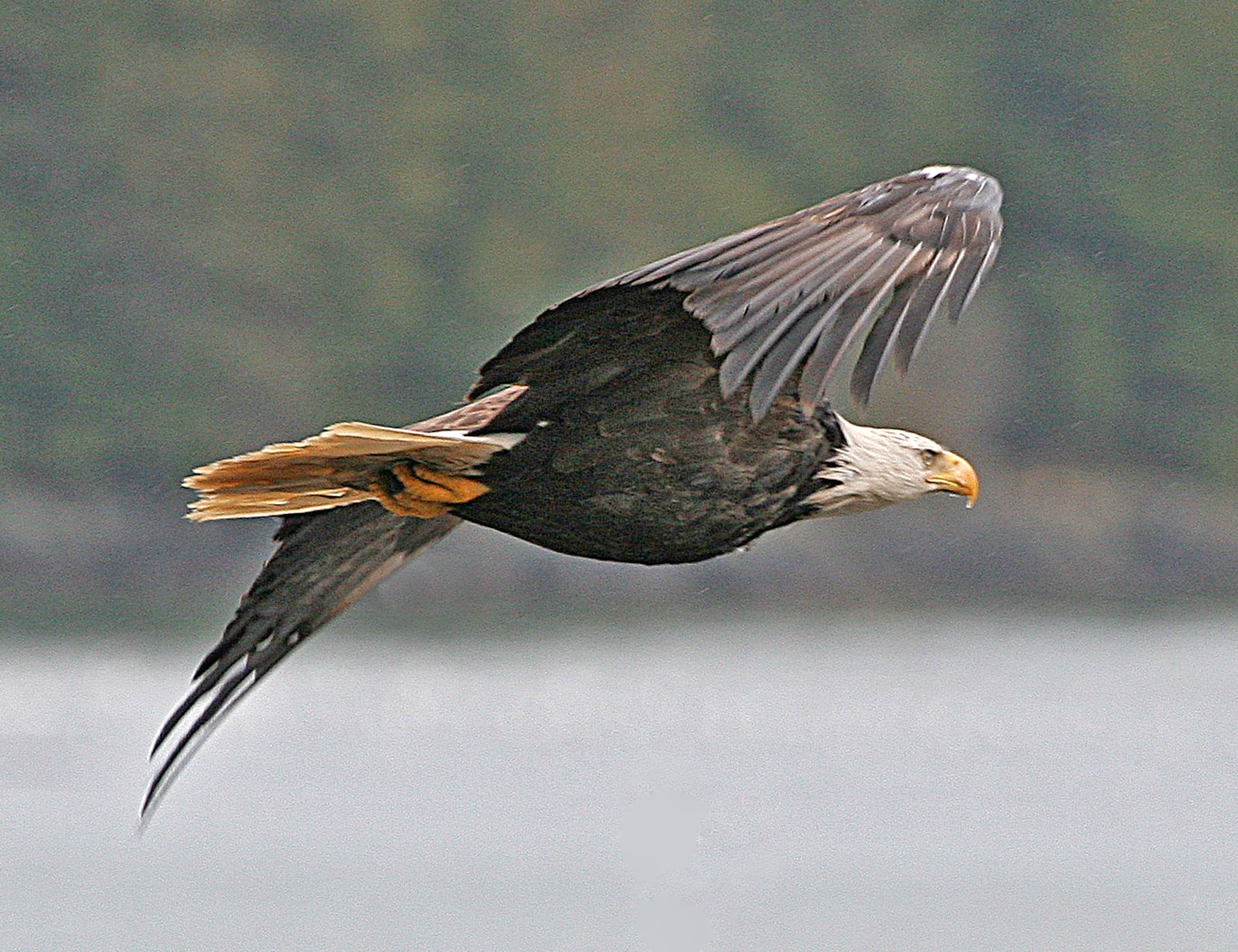
Pygargue à tête blanche

- 2 juin : le financier français François de Cabarrus (1752-1810) crée la première banque nationale en Espagne, la Banque San Carlos[1].

- 6 juin : le roi de France, inquiet de « cette souveraineté populaire qui s’inspire de Jean-Jacques Rousseau » (Vergennes), s’allie au Piémont-Sardaigne pour intervenir à Genève. Zurich et Berne envoient des contingents[2].

- 11 juin : premier contact entre le banquier hollandais Nicolaas van Staphorst et John Adams[3]. Au cours de l'été, les deux hommes mènent des discussions pour un prêt aux États-Unis de cinq millions de florin, somme considérable en 1782.

- 12 juin : le pygargue à tête blanche est choisi comme emblème des États-Unis d'Amérique.

- 15 juin : Joseph II crée une commission ecclésiastique (Geistliche Hofkommission) chargée de gérer les biens des monastères sécularisés[4].

- 18 juin : Anna Göldin est la dernière femme exécutée pour sorcellerie en Suisse[5].

- 20 juin : la conception du Grand sceau des États-Unis d'Amérique est acceptée par le Congrès des États-Unis.

## Naissances
- 16 juin :
  - Pierre Félix Trezel, peintre français († 16 juin 1855).
  - Olry Terquem (mort en 1862), mathématicien français.
- 19 juin : Félicité Robert de Lamennais, écrivain et prêtre français († 27 février 1854).

## Décès
- 18 juin :
  - John Pringle, médecin britannique
  - Anna Göldin, dernière femme exécutée pour sorcellerie en Suisse.